# Ashley Sanchez
Ashley Nicole Sanchez (Pasadena, Estados Unidos; 16 de marzo de 1999) es una futbolista estadounidense. Juega de centrocampista y su equipo actual es el North Carolina Courage de la National Women's Soccer League. Es internacional absoluta por la selección de Estados Unidos desde 2021.

## Trayectoria
Sanchez nació en Pasadena, California de padres oriundos de Jalisco. Destacó en el fútbol desde pequeña y fue nombrado futbolista joven del año de Estados Unidos en 2016.
A nivel universitario, Sanchez jugó por los UCLA Bruins de la Universidad del Sur de California entre 2017 y 2019. Marcó el récord de 42 asistencias durante su carrera universitaria.
En 2020 fue seleccionada por el Washington Spirit y debutó ese año en la NWSL Challenge Cup 2020. Con 21 años, era la jugadora más joven del plantel.
En 2024 North Carolina Courage adquirió a la mediocampista y delantera Ashley Sanchez del Washington Spirit a cambio de la quinta selección general en el Draft NWSL 2024, y $250,000 en dinero de asignación.

## Selección nacional
A nivel juvenil, disputó la Copa Mundial Sub-17 de 2016, la Copa Mundial Sub-20 de 2016 y la Copa Mundial Sub-20 de 2018.
Debutó  por la selección de Estados Unidos el 27 de noviembre de 2021 ante Australia.

### Participaciones en copas continentales
| Copa                                       | Sede   | Resultado |
| ------------------------------------------ | ------ | --------- |
| Campeonato Femenino de la Concacaf de 2022 | México | Campeón   |

### Participaciones en copas
| Copa                                    | Sede                    | Resultado        |
| --------------------------------------- | ----------------------- | ---------------- |
| Copa Mundial Femenina de Fútbol de 2023 | Australia Nueva Zelanda | Octavos de final |

## Clubes
| Club                   | País           | Año       |
| ---------------------- | -------------- | --------- |
| Washington Spirit      | Estados Unidos | 2020-2024 |
| North Carolina Courage | Estados Unidos | 2024-Act  |

### Títulos nacionales
| Título                         | Club              | País           | Año  |
| ------------------------------ | ----------------- | -------------- | ---- |
| National Women's Soccer League | Washington Spirit | Estados Unidos | 2021 |

### Títulos internacionales
| Título                             | Equipo                      | Sede   | Año  |
| ---------------------------------- | --------------------------- | ------ | ---- |
| Campeonato Femenino de la Concacaf | Selección de Estados Unidos | México | 2022 |

### Distinciones individuales
| Distinción                                 | Año  |
| ------------------------------------------ | ---- |
| Futbolista joven del año de Estados Unidos | 2016 |